# William L. Shirer
William Lawrence Shirer (ur. 23 lutego 1904 w Chicago, zm. 28 grudnia 1993 w Bostonie) – amerykański dziennikarz i historyk, jeden z najbardziej znanych dziennikarzy na świecie. Shirer pracował jako korespondent w Niemczech do chwili przystąpienia Stanów Zjednoczonych do II wojny światowej w grudniu 1941 roku. 

## Życiorys
Urodził się w Chicago. Jego rodzicami byli Seward Smith, prawnik, i Josephine (Tanner) Shirer. W 1925 ukończył Coe College. Współpracował z Paris Tribune. Zasłynął swoimi sprawozdaniami dla rozgłośni CBS nadawanym z Berlina podczas pierwszego roku II wojny światowej. Niemcy opuścił w grudniu 1940. W 1945 relacjonował proces norymberski. Oskarżano go o sympatie prokomunistyczne. Po II wojnie światowej opublikował światowy bestseller The Rise and Fall of the Third Reich: A History of Nazi Germany (1960).